# Kloster Barbery
Das Kloster Barbery ist eine ehemalige Zisterzienserabtei in Frankreich.

## Lage
Das Kloster liegt in der Gemeinde Bretteville-sur-Laize im Département Calvados, Region Normandie, rund 21 km südlich von Caen.

## Geschichte
Im Jahr 1140 wurde in Barbery eine Grangie des Klosters Savigny errichtet, die 1176, also fast dreißig Jahre nach dem Beitritt der Kongregation von Savigny, zum Zisterzienserorden, zur Abtei erhoben wurde. Diese gehörte als Tochter von Savigny der Filiation der Primarabtei Clairvaux an. Diese Abtei an der Stelle des heutigen Bauernhofs „La Vieille Abbaye“ wurde 1181 an ihre spätere Stelle verlegt. Stifter war Robert Marmion, ein örtlicher Grundherr. Die Kirche wurde 1246 geweiht. Im 16. Jahrhundert fiel das unbedeutende Kloster, das weitgehend verlassen lag, in Kommende. Am Ende des 17. Jahrhunderts wurde es reformiert und teilweise rekonstruiert. Es bestand noch bis zu seiner Aufhebung im Zug der Französischen Revolution im Jahr 1790, als es noch sieben Mönche zählte.

## Bauten und Anlage
Von der Kirche ist noch das Fundament einer Seitenwand erhalten. Von der im 18. Jahrhundert wiederhergestellten Klausur steht noch ein Flügel, der das Erdgeschoss einer Scheune aus Ziegeln bildet. Auch einige weitere Nebengebäude sind erhalten, darunter die 1933 als Monument historique klassifizierte Ruine eines zweistöckigen, rechteckigen Logis’ aus dem 12. Jahrhundert mit zwei gewölbten Sälen im Erdgeschoss.